# Philcoxia
Philcoxia ist eine Pflanzengattung innerhalb der Familie der Wegerichgewächse (Plantaginaceae). Sie kommt ausschließlich in Brasilien vor. Sowohl die Gattung wie auch die ersten drei Arten wurden erst im Jahr 2000 anhand von Aufsammlungen der Jahre 1966, 1981 und 1992 erstbeschrieben. 2014 kam eine vierte Art hinzu. Es wird in Betracht gezogen, dass die Arten der Gattung Philcoxia fleischfressend sein könnten.

## Beschreibung und Ökologie

### Vegetative Merkmale
Die Philcoxia-Arten sind krautige Pflanzen, ausdauernd (sicher Philcoxia bahiensis, vermutlich Philcoxia minensis), ansonsten einjährig und erreichen Wuchshöhen von 10 bis 26 Zentimetern. Die Sprossachsen der meisten Arten sind unterirdisch.
Die Laubblätter sind schildartig gestielt. Die Blattspreiten sind ganzrandig und rundlich bis schmal nierenförmig. Ihre Unterseite ist kahl, auf der Oberseite sind die Blätter mit gestielten Drüsen besetzt, die ein klebriges Sekret ausscheiden. Bei näherer Untersuchung ließen sich bei Philcoxia minensis zahlreiche gefangene Nematoden auf der Blattoberfläche feststellen.

### Generative Merkmale
Die Tragblätter sind schuppenartig, Hochblätter fehlen, die Blütenstände sind monotelisch (d. h. Haupt- und Seitenachsen enden alle mit einer Blüte).
Die zwittrigen Blüten sind fünfzählig mit doppelter Blütenhülle. Die fünf Kelchblätter sind frei. Die fünf Kronblätter sind verwachsen, hellblau bis lila, auf der Außenseite kahl und innen kurz behaart. Die fünf Kronlappen deuten zwei Lippen an, die obere zwei-, die untere zwei- bis dreilappig. Die Blütenröhre ist am Ansatz schlank, am Schlund geweitet, in ihr finden sich nahe am Ansatz die beiden Staubblätter. Die Staubfäden sind sehr kurz, die Staubbeutel haben nur eine Theke, das Konnektiv ist verdickt, Staminodien fehlen. Der Fruchtknoten enthält zahlreiche Samenanlagen. Der Griffel ist linealisch und an der Spitze abrupt verbreitert.
Die rundliche bis annähernd rundliche, zweifächrige Kapselfrucht öffnet sich längs der Scheidewände.

## Verbreitung und Habitat
Das Verbreitungsgebiet der Gattung Philcoxia ist auf das östliche bis zentrale Brasilien beschränkt.
Für die ersten drei beschriebenen Philcoxia-Arten gilt: Sie gedeihen auf saisonal trockene und nährstoffarmen, tiefgründigen Sandböden des Cerrado sowie der Campos Rupestres in Höhenlagen von 800 bis 1450 Metern. In der Trockenzeit kommt es hier häufig zu Feuern. Philcoxia besiedeln als Pionierpflanzen auch gestörte Standorte, wie sie etwa durch den Diamantenabbau entstehen und die ansonsten fast frei von Vegetation sind.

## Systematik

### Botanische Geschichte
Erste Exemplare dieser Gattung (später als Philcoxia goiasensis beschrieben) wurden bereits 1966 gesammelt und waren vorläufig zur Familie der Wasserschlauchgewächse (Lentibulariaceae) gestellt worden. Peter Taylor von Kew Gardens bestimmte sie jedoch in Zusammenarbeit mit David Philcox Anfang der 1970er Jahre als bisher unbeschriebene Gattung der Braunwurzgewächse (Scrophulariaceae). Eine Beschreibung von Gattung und Art begann Taylor zwar, vollendete sie aber über zwei Jahrzehnte lang nicht; das Material blieb unbearbeitet in seiner Hand.
Eine Arbeitsgruppe um Raymond Harley erhielt 1991 Aufsammlungen eines Privatmannes, darunter ein Pflanzenexemplar, das nicht zufriedenstellend bestimmt werden konnte. Da sie einem Wasserschlauch (Utricularia) ähnelte, wurde das Material an Martin Cheek von den Kew Gardens weitergeleitet, der sie anhand ihrer Plazentation als Scrophulariaceae bestimmte und sie wiederum an Vinicius Souza weiterreichte, einen Fachmann für brasilianische Scrophulariaceae. Souza erkannte, dass es sich hier um eine neue Art und zugleich eine neue Gattung der Braunwurzgewächse handelte. Weitere Recherchen förderten ein weiteres, bereits 1981 gesammeltes Herbarexemplar zutage, das – obgleich in schlechtem Zustand und ohne genaue Ortsangabe – als eine zweite Art der Gattung bestimmt werden konnte (später Philcoxia minensis).
Peter Taylor wollte 1994 die Arbeit an der Erstbeschreibung des lange unbearbeiteten Materials abschließen und zeigte Raymond Harley seine Entwürfe und das Herbarexemplar. Dieser erkannte, dass Taylor dieselbe Gattung bearbeitete und dass es sich bei seinem Exemplar um eine dritte noch nicht beschriebene Art der Gattung handelte. Im Jahr 2000 erschien dann ein gemeinschaftlicher Artikel, in dem die neue Gattung zugleich mit drei ihrer Arten erstbeschrieben wurde.
Die Gattung Philcoxia wurde 2000 durch Peter Taylor, Vinicius Castro Souza, Ana Maria Giulietti und Raymond Mervin Harley in Philcoxia: a new genus of Scrophulariaceae with three new species from eastern Brazil. in Kew Bulletin. Volume 55 aufgestellt. Der Gattungsname Philcoxia ehrt den englischen Botaniker David Philcox (1926–2003), einen Experten für tropische Braunwurzgewächse, der Taylor bei der familiären Einordnung half.
Im Rahmen der umfangreichen Veränderungen der Familie Scrophulariaceae seit den frühen 1990ern wurde Philcoxia nach molekulargenetischen Untersuchungen 2007 der Familie der Wegerichgewächse (Plantaginaceae) zugeordnet. Zugleich wurden erste, einfache Tests auf eine Karnivorie durchgeführt und anhand eines Neufunds die zuvor nur spärlichen Kenntnisse um Philcoxia minensis deutlich ergänzt. 2014 wurde als vierte Art der Gattung Philcoxia tuberosa erstbeschrieben. Danach wurden bis 2018 drei weitere Arten erstbeschrieben.
Die Gattung Philcoxia gehört zur Tribus Gratioleae innerhalb der Familie Plantaginaceae.

### Arten und ihre Verbreitung
Das Verbreitungsgebiet der Gattung Philcoxia ist auf das östliche bis zentrale Brasilien beschränkt.
Bis 2014 waren vier Philcoxia-Arten bekannt, danach wurden bis 2018 noch drei weitere Arten erstbeschrieben:
- Philcoxia bahiensis V.C.Souza & Harley: Von diesem Endemiten ist nur ein Fundort im brasilianischen Bundesstaat Bahia bekannt.
- Philcoxia courensis Scatigna: Sie wurde 2014 aus dem brasilianischen Bundesstaat Goiás erstbeschrieben.[3]
- Philcoxia goiasensis P.Taylor: Sie kommt nur im brasilianischen Bundesstaat Goiás vor.
- Philcoxia maranhensis Scatigna: Sie wurde 2014 aus dem brasilianischen Bundesstaat Maranhão erstbeschrieben.[3]
- Philcoxia minensis V.C.Souza & Giulietti: Dieser Endemit kommt nur im brasilianischen Bundesstaat Minas Gerais vor.
- Philcoxia rhizomatosa Scatigna & V.C.Souza: Sie wurde 2015 aus dem brasilianischen Bundesstaat Minas Gerais erstbeschrieben.[4]
- Philcoxia tuberosa M.L.S.Carvalho & L.P.Queiroz: Sie wurde 2014 aus dem brasilianischen Bundesstaat Bahia erstbeschrieben.[5]

## Nachweise